# Phreatia saccifera
Phreatia saccifera är en orkidéart som beskrevs av Rudolf Schlechter. Phreatia saccifera ingår i släktet Phreatia och familjen orkidéer. Inga underarter finns listade i Catalogue of Life.